# Jelena Čumilovová
Jelena Čumilovová (rusky: Елена Чумилова; * 1969) je bývalá ruská reprezentantka ve sportovním lezení, vítězka Rock Masteru v boulderingu a vítězka celkového hodnocení světového poháru v kombinaci disciplín.

## Výkony a ocenění
- 1999: nominace na prestižní mezinárodní závody Rock Master v italském Arcu, kde zvítězila
- 1999-2001: pět medailí v celkovém hodnocení světového poháru (bouldering a kombinace)

### Závodní výsledky
| Arco Rock Master | Arco Rock Master | Arco Rock Master |
| Rok              | 1999             |                  |
| ---------------- | ---------------- | ---------------- |
| Bouldering       | 1                |                  |

| Světový pohár       | Světový pohár | Světový pohár | Světový pohár |
| Rok                 | 1999          | 2000          | 2001          |
| ------------------- | ------------- | ------------- | ------------- |
| Obtížnost           |               |               |               |
| jednotlivě* (x/x/x) |               |               |               |
|                     |               |               |               |
| Rychlost            |               |               |               |
| jednotlivě* (x/x/x) |               |               |               |
|                     |               |               |               |
| Bouldering          | 2             | 2             |               |
| jednotlivě* (x/x/x) |               |               |               |
|                     |               |               |               |
| Kombinace           | 1             | 2             | 2             |

* poznámka: nalevo jsou poslední závody v roce